# 上舉母站
上舉母站（日语：／ Uwa-goromo eki */?）是位於愛知縣豐田市金谷町二丁目，名古屋鐵道（名鐵）的三河線車站。車站編號為MY06。

## 歷史
在1973年前，曾經為舉母線分支車站。
- 1920年（大正9年）8月31日 - 三河鐵道土橋站至此站開業，此站啟用[1]。
- 1929年（昭和4年）12月18日 - 三河鐵道岡崎線（後來為舉母線）開業。
- 1941年（昭和16年）6月1日 - 三河鐵道合併至名古屋鐵道，成為名古屋鐵道三河線和岡崎線車站。
- 1961年（昭和36年） - 結束貨物業務[1]。
- 1963年（昭和38年）8月1日 - 配線由2面4線改為2面3線。中線為舉母線出發和抵達月台[1]。
- 1973年（昭和48年）3月4日 - 舉母線廢止[1]。
- 2001年（平成13年）6月16日 - 成為無人車站[1]。
- 2003年（平成15年）10月1日 - 車站可以使用交通儲值卡「Trans Pass（日语：トランパス (交通プリペイドカード)）」。
- 2011年（平成23年）2月11日 - 車站可以使用「manaca」IC卡。
- 2012年（平成24年）2月29日 - 交通儲值卡「Trans Pass」的服務終止，此站也不可使用其儲值卡。

## 車站構造
車站為一座地面車站，設有1面2線的島式月台，可進行列車交會，月台可容納6卡20米級車廂。此站曾經有4條線處理貨物業務，在結束貨物業務後轉為2面3線的島式月台，中線為舉母線的出發和達月台。在舉母線廢止後往土橋駅方向的分支還存在，停泊了維修車輛。
此站引入了車站集中管理系統（由豐田市站遠端管理）的無人車站。車站大樓是開業初時已經存在。
三河線列車最長為4卡編成，在早上和深夜設有使用100系電動列車的豐田線班次，行走於豐田市至土橋站之間（早上土橋站→豐田市站之間為載客列車，深夜豐田市站→土橋站為不載客列車），由於這對班次均使用6卡編成，因此舉母站月台與交會設備的線路均需可容納6卡車廂。
| 月台 | 路線           | 上下行 | 方向             |
| ---- | -------------- | ------ | ---------------- |
| 1    | 三河線（山線） | 下行   | 豐田市、猿投方向 |
| 2    | 三河線（山線） | 上行   | 知立方向         |

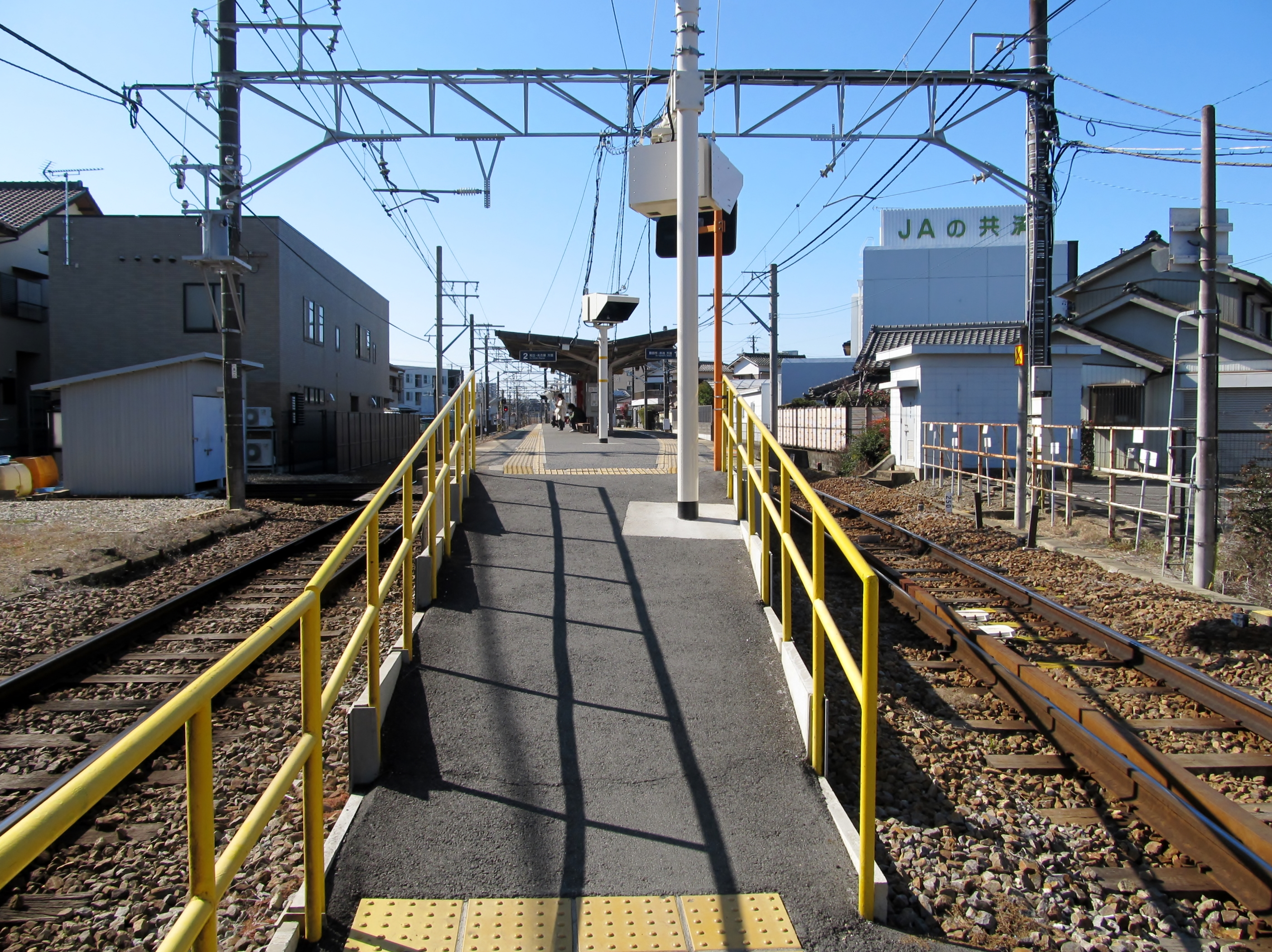
月台入口(2024年2月)
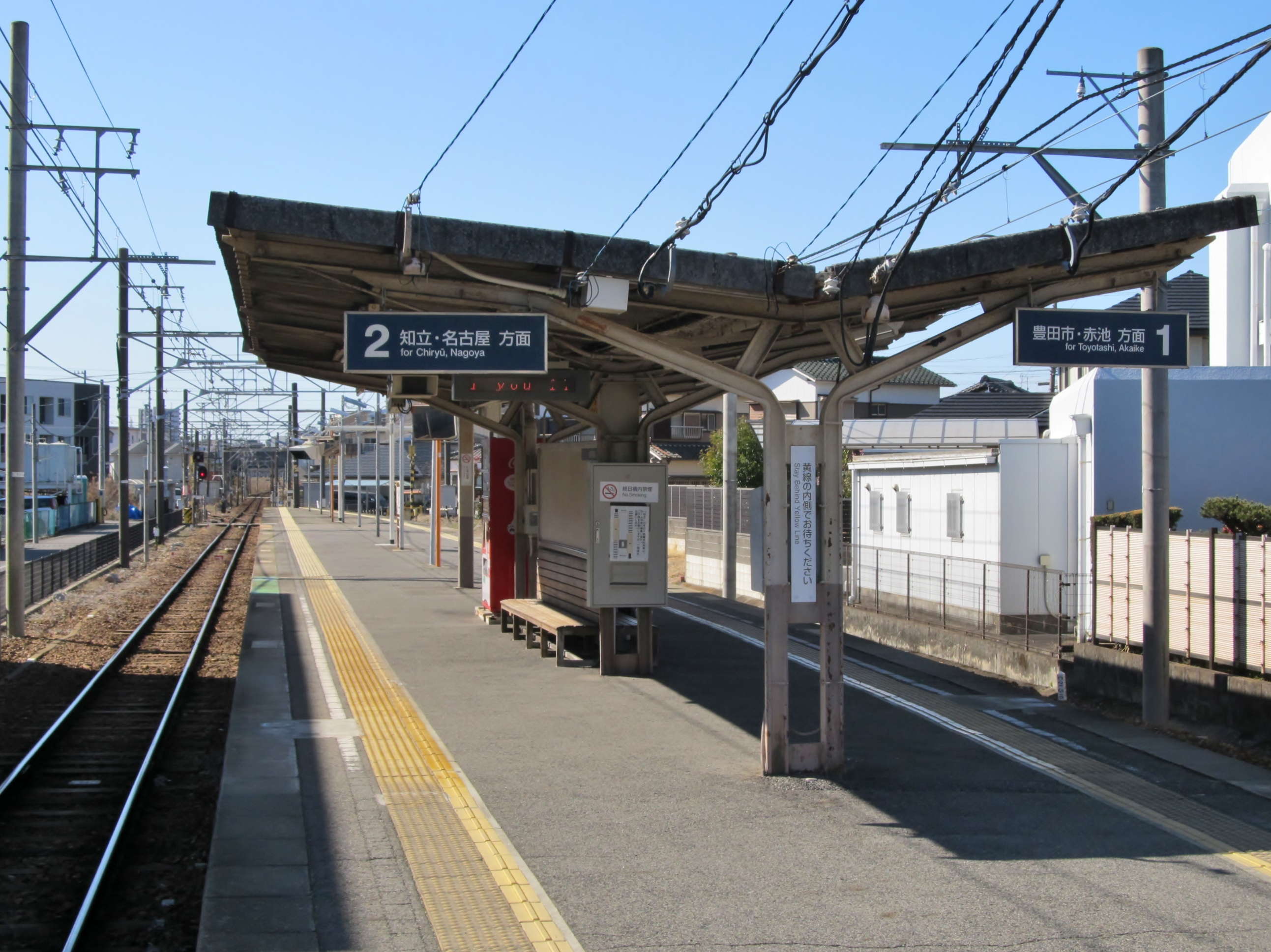
月台(2024年2月)
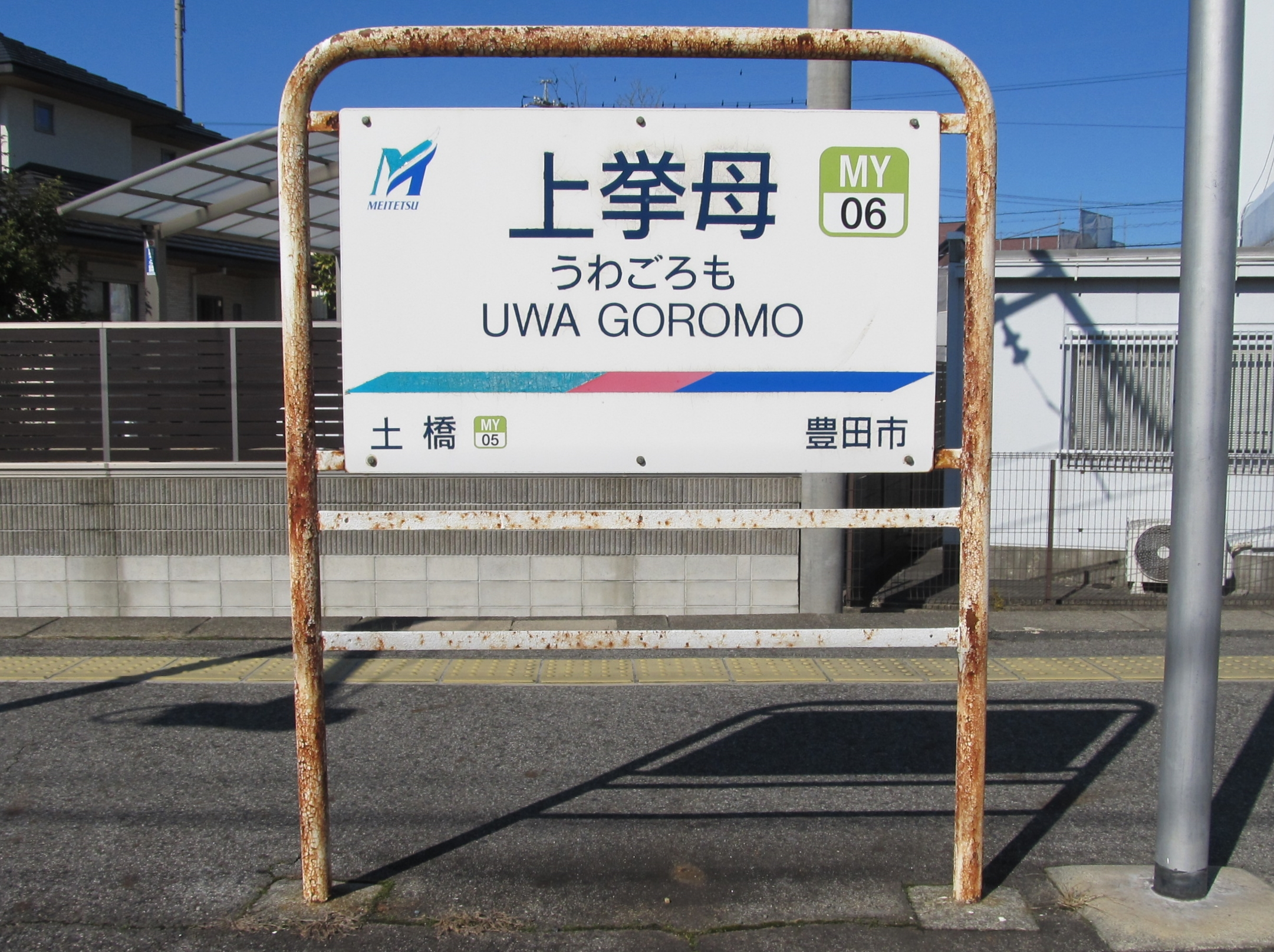
站名牌(2024年2月)

### 配線圖
| ← 豐田市・ 猿投方向 | 上舉母站 站內配線略圖 | → 知立方向 |
| 图例 参考文献：     |                       |            |

## 使用狀況
- 在中提及在2013年度，當時1日平均上下車人次為3,569人，為名鐵所有車站（275站）排名第120，三河線（23站）中排名第12[8]。
- 在中提及在1992年度，當時1日平均上下車人次為2,348人，為除岐阜市內線均一車費區間內各站（岐阜市內線、田神線、美濃町線徹明町站至琴塚站之間）外名鐵所有車站（342站）中排名第158，三河線（38站）排名第17[9]。
- 在中，以下為近年1日平均上下車人次列表。

| 年度   | 1日平均 上下車人次 |
| ------ | ------------------ |
| 2008年 | 3,106              |
| 2009年 | 3,163              |
| 2010年 | 3,159              |
| 2011年 | 3,222              |
| 2012年 | 3,369              |
| 2013年 | 3,569              |
| 2014年 | 3,771              |
| 2015年 | 4,069              |
| 2016年 | 4,322              |
| 2017年 | 4,438              |

## 車站周邊
- 新上舉母站 - 愛知環狀鐵道愛知環狀鐵道線（在西邊400米的位置，中途需通過路口。在豐田市站、新豐田站轉乘比較方便）
- 豐田警署（日语：豊田警察署）
- 住友橡膠名古屋工廠
- 豐田司郵局
- 豐田市立童子山小學（日语：豊田市立童子山小学校）
- 豐田市立丸山兒童園
- 國道155號（日语：国道155号）
- 國道248號（日语：国道248号）（豐田南北線）
- 豐田汽車總部 - 名鐵三河線車站中最接近（若以所有鐵路車站中，愛知環狀鐵道線{{Translink|ja|三河豊田駅|三河豐田站]]最接近）。距離此站以南約2公里。
- Oiden之湯

## 相鄰車站
名古屋鐵道
 三河線（山線）
豐田市（MY07）－上舉母（MY06）－土橋（MY05）

### 曾經存在的路線
名古屋鐵道
舉母線
上舉母－豐田自動車前

## 注腳

## 外部連結
- 上舉母 - 名古屋鐵道